# Sera (Hiroshima)
Pour les articles homonymes, voir Sera.
Sera (世羅町, Sera-chō) est un bourg du district de Sera, dans la préfecture d'Hiroshima, au Japon.

## Géographie

### Démographie
Au 1er août 2014, la population de Sera s'élevait à 16 618 habitants répartis sur une superficie de 278,29 km2.